# Râul Valea Lupului, Racovița
Râul Valea Lupului este un afluent al râului Racovița. 

## Galerie imagini, Valea Lupului

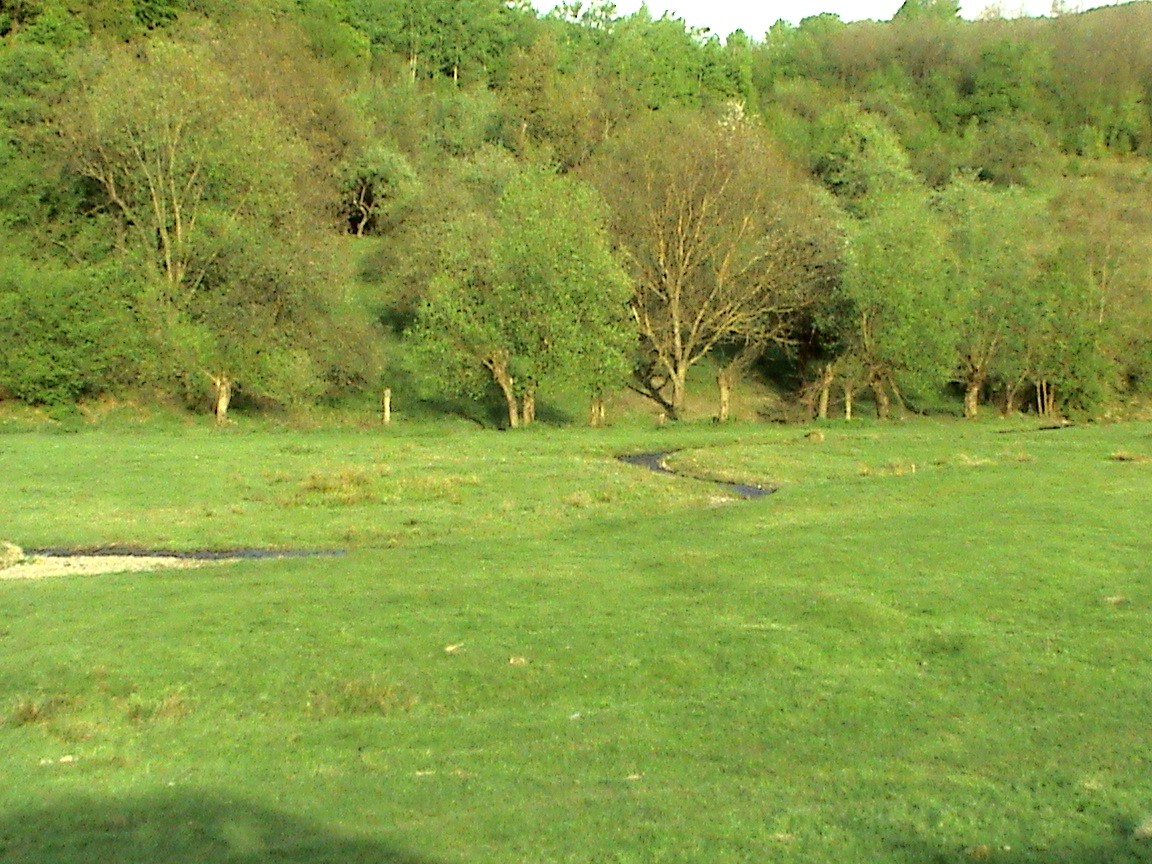
Meandrele pârâului pe platoul de sub Vârful Surului.
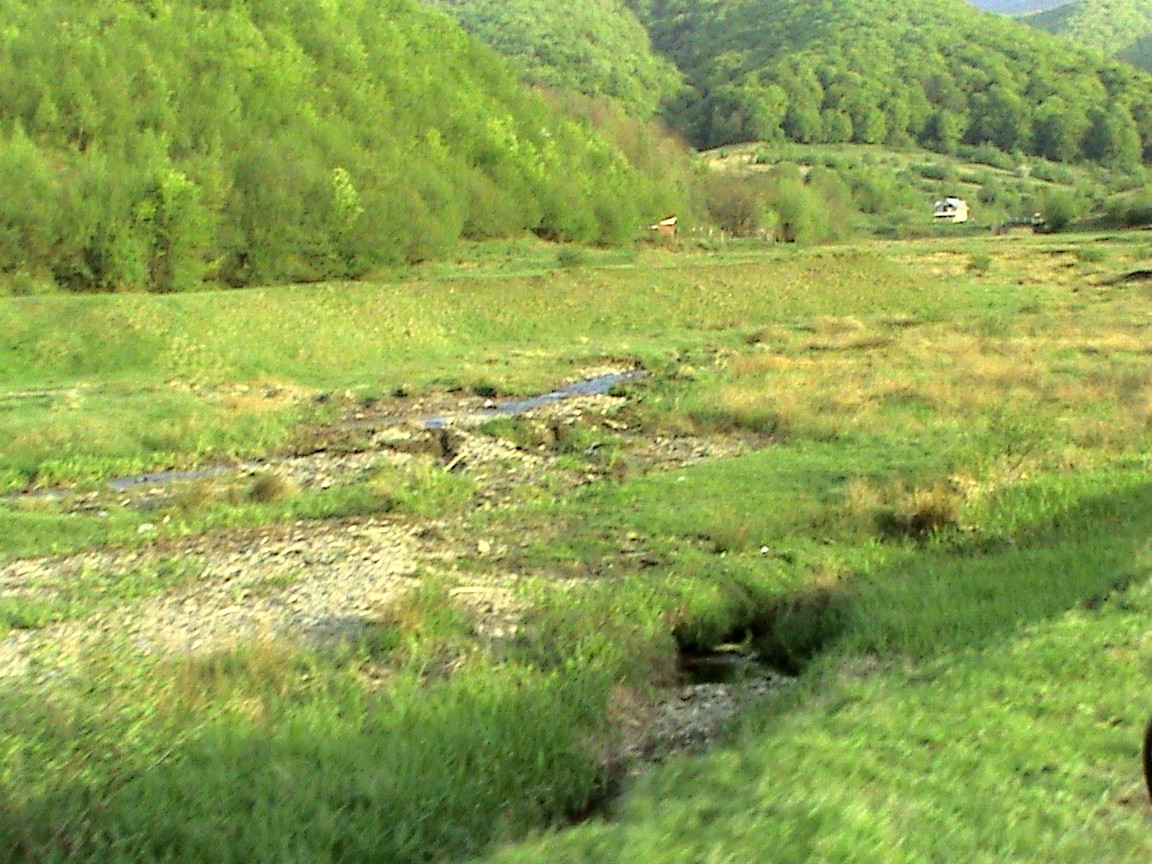
Zonă inundabilă pe platoul de sub Vârful Surului.
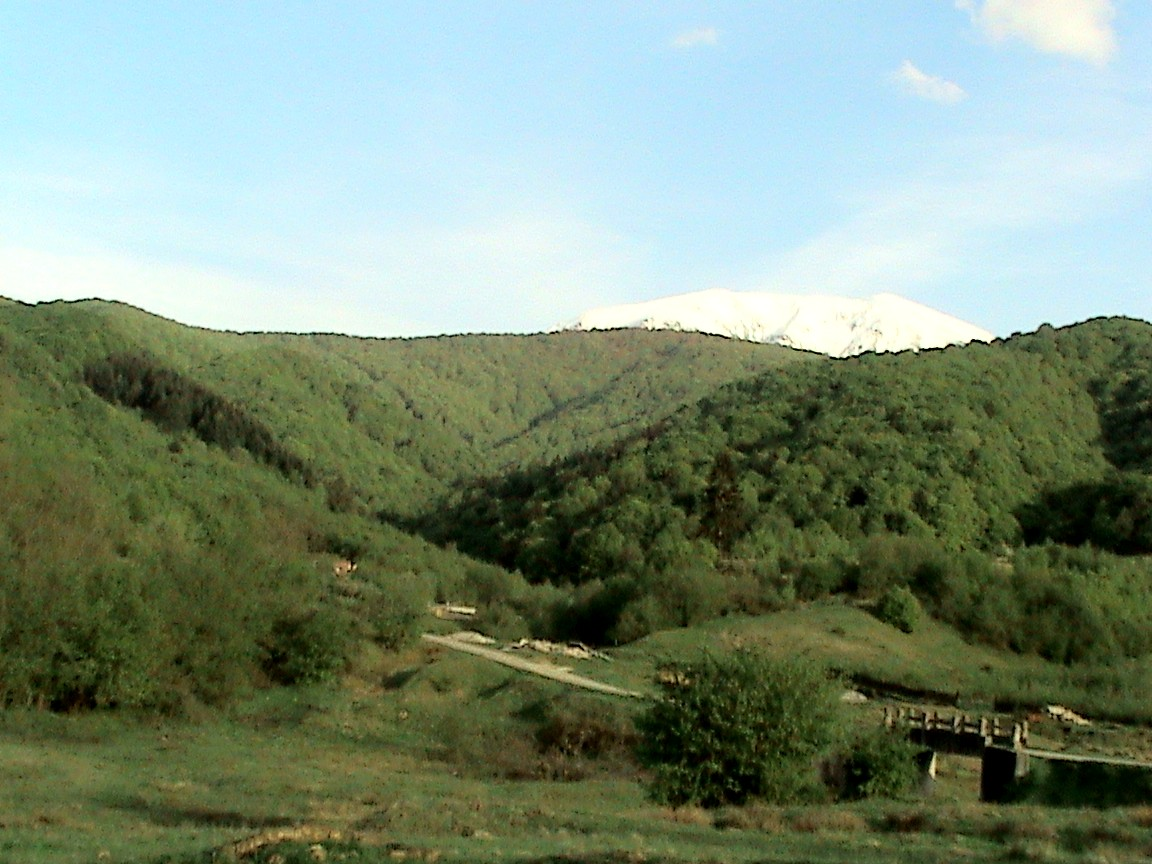
Pod peste Valea Lupului. Pe fundal, dreapta sus, Vârful Suru înzăpezit.
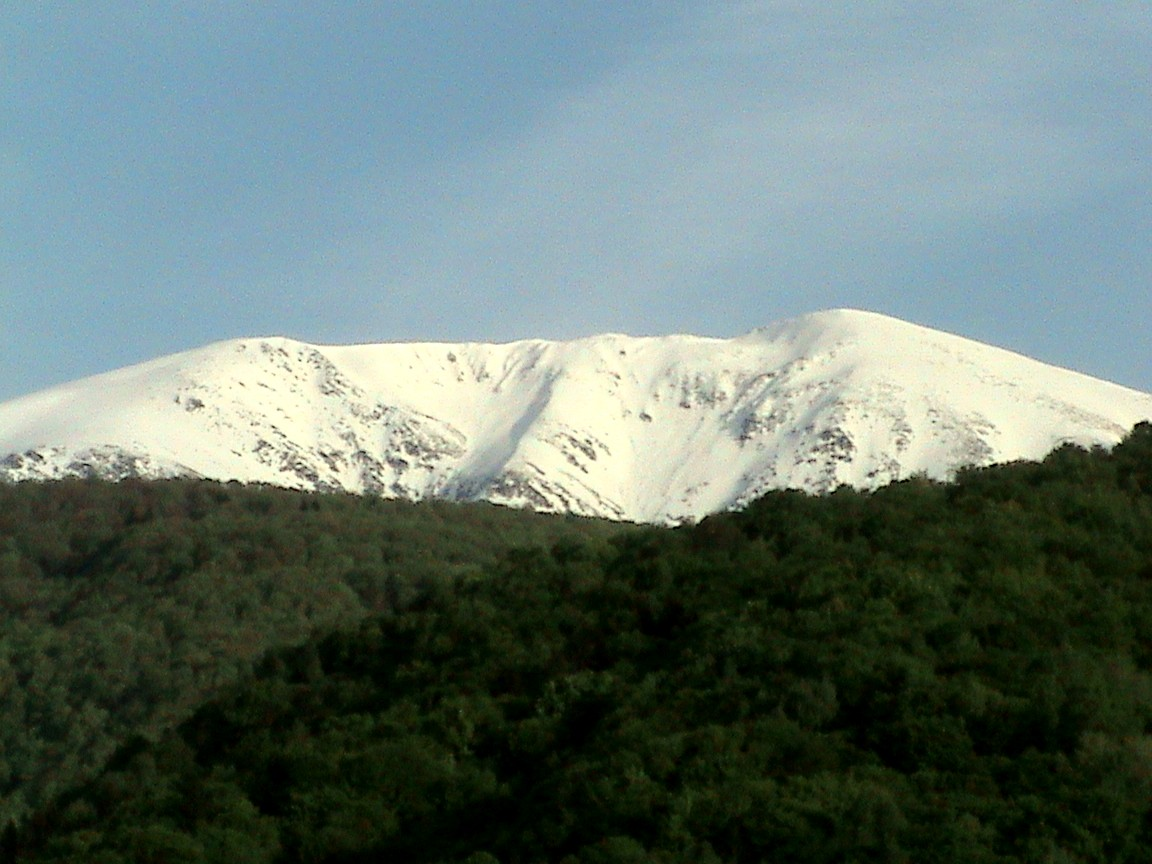
Vârful Suru văzut de pe Valea Lupului.
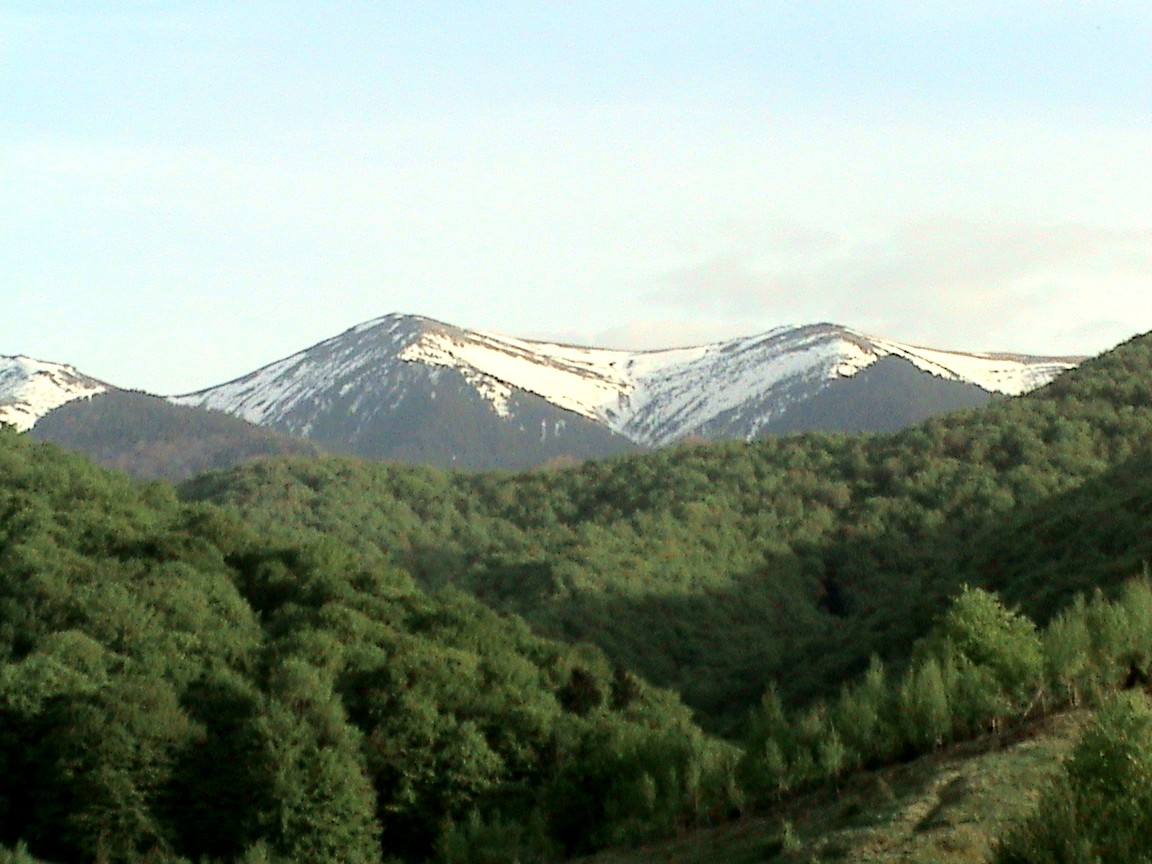
"Fruntea Moaşei" văzută de pe Valea Lupului.
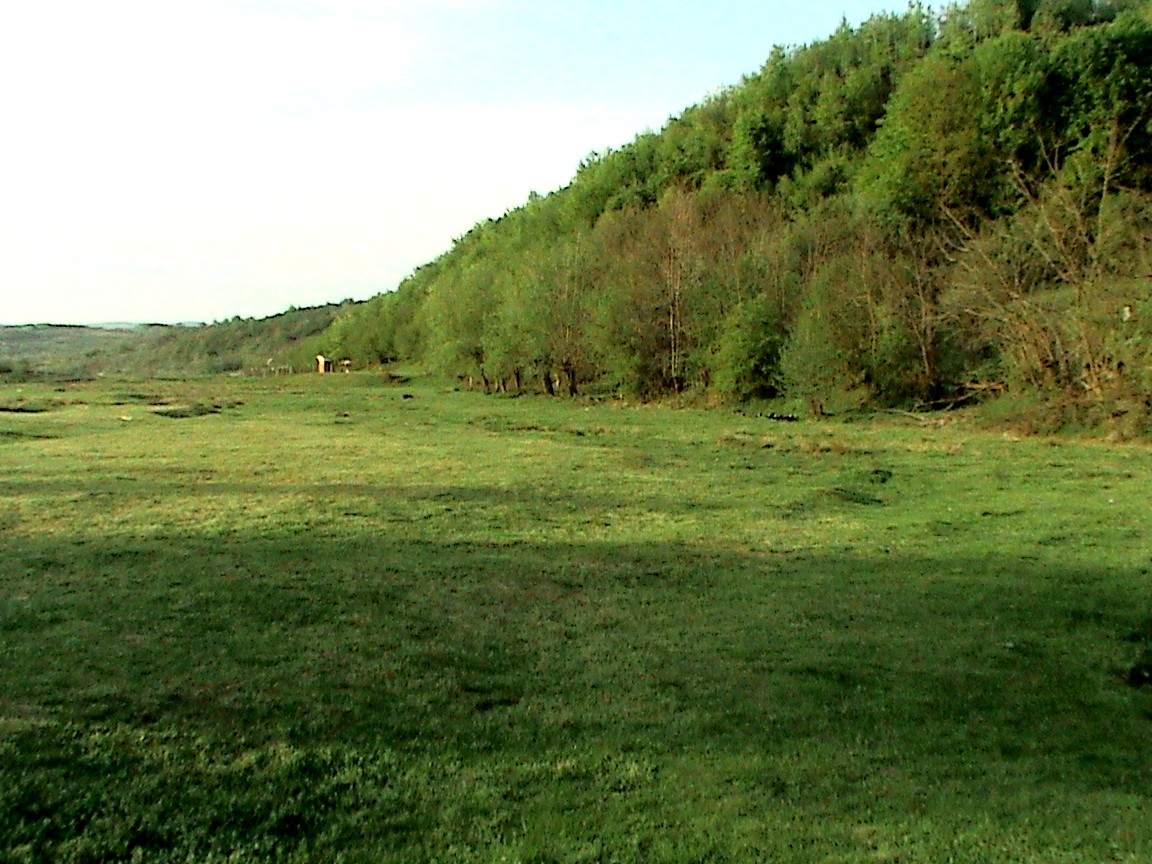
Liziera Pădurii la marginea platoului.
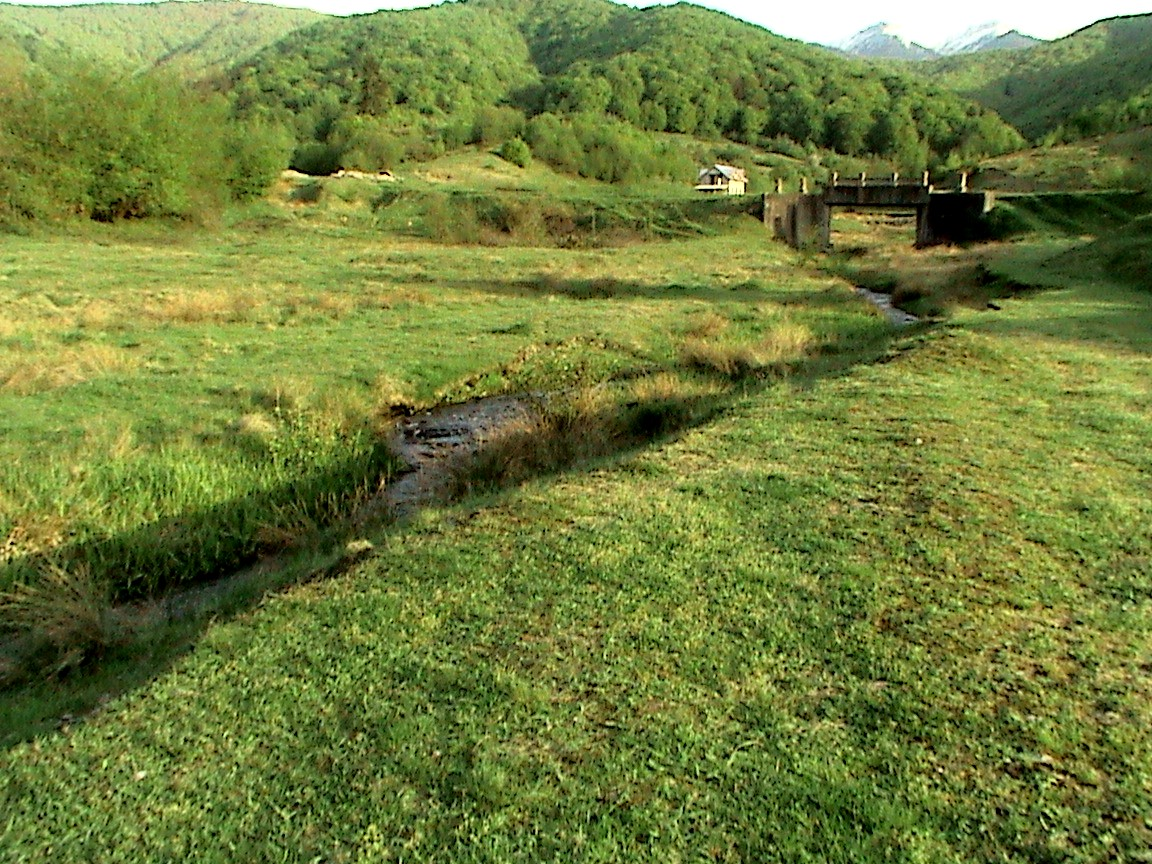
Pod peste Valea Lupului.
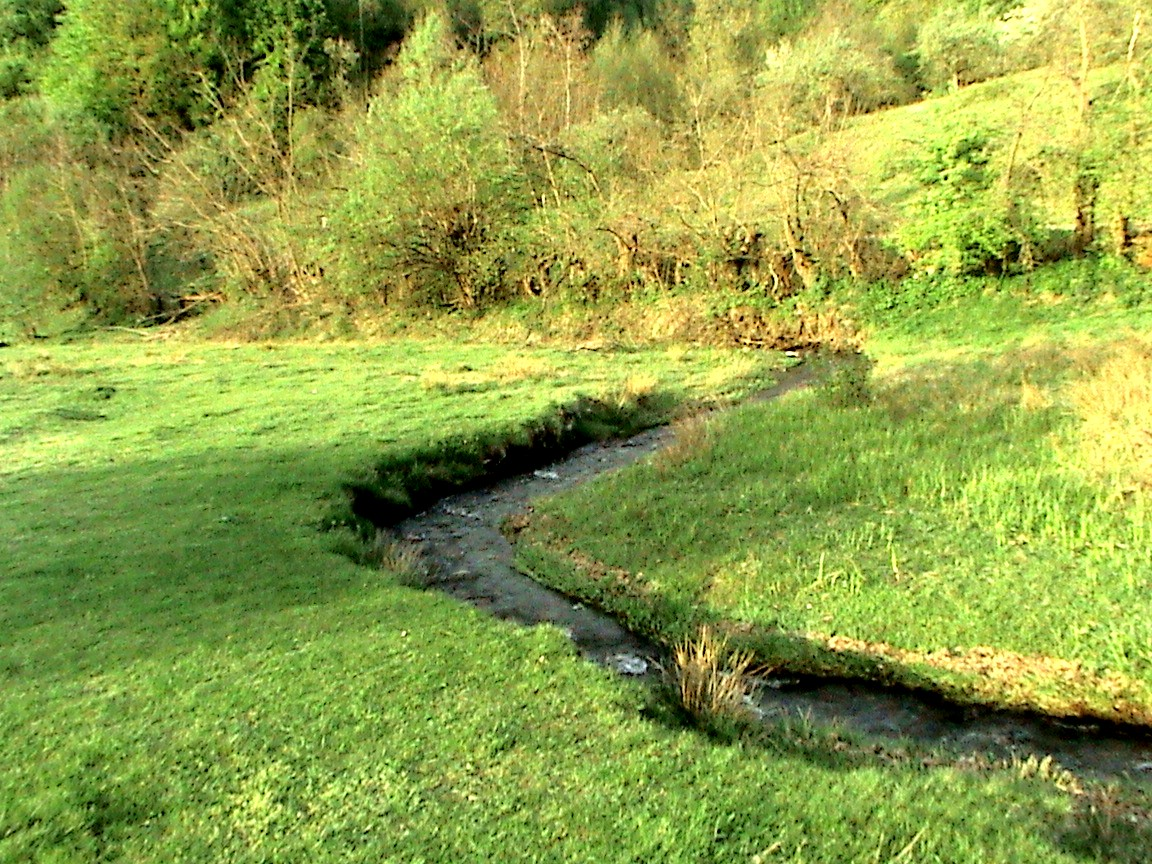
Cursul pârâului Valea Lupului.
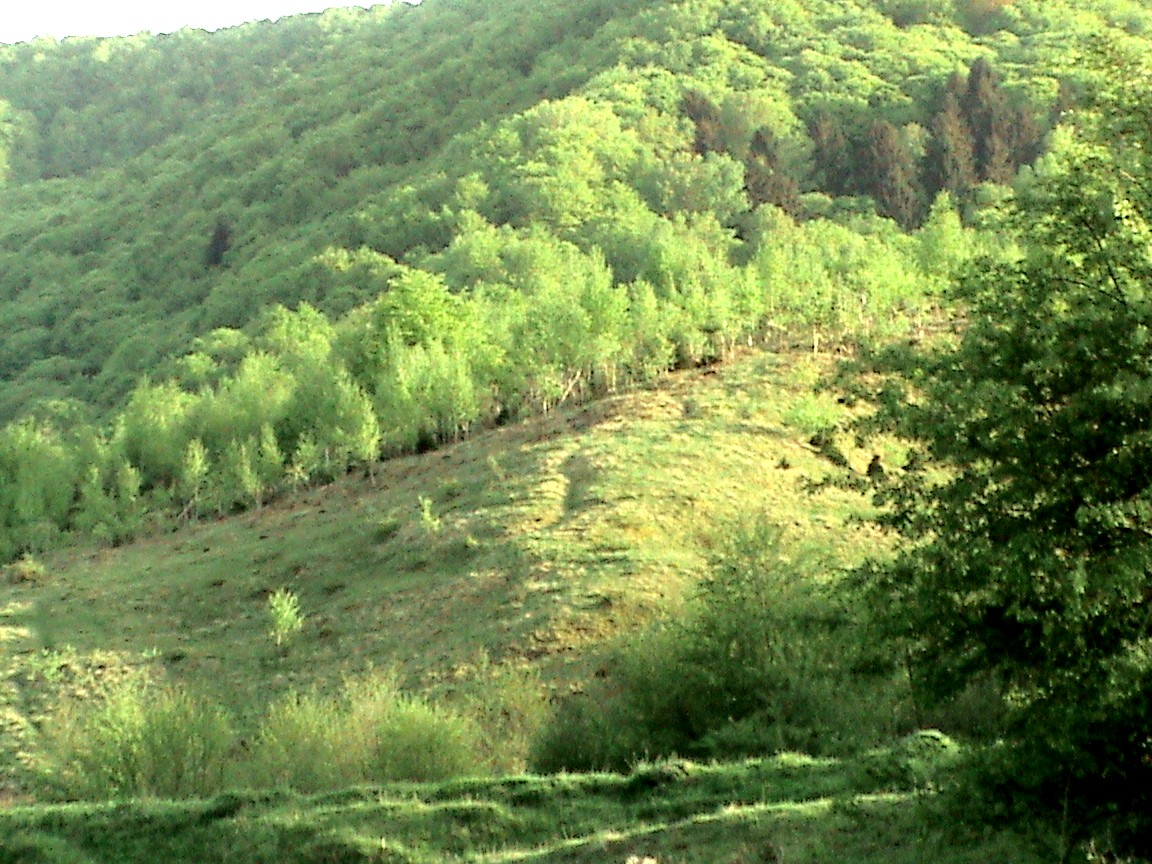
Lizieră montană.
Turmă de oi la păscut.